# Postplatyptilia nebuloarbustum
Postplatyptilia nebuloarbustum là một loài bướm đêm thuộc họ Pterophoridae. Nó được tìm thấy ở Ecuador.
Sải cánh dài khoảng 20 mm. Con trưởng thành bay vào tháng 10.